# كريدا (شعب)

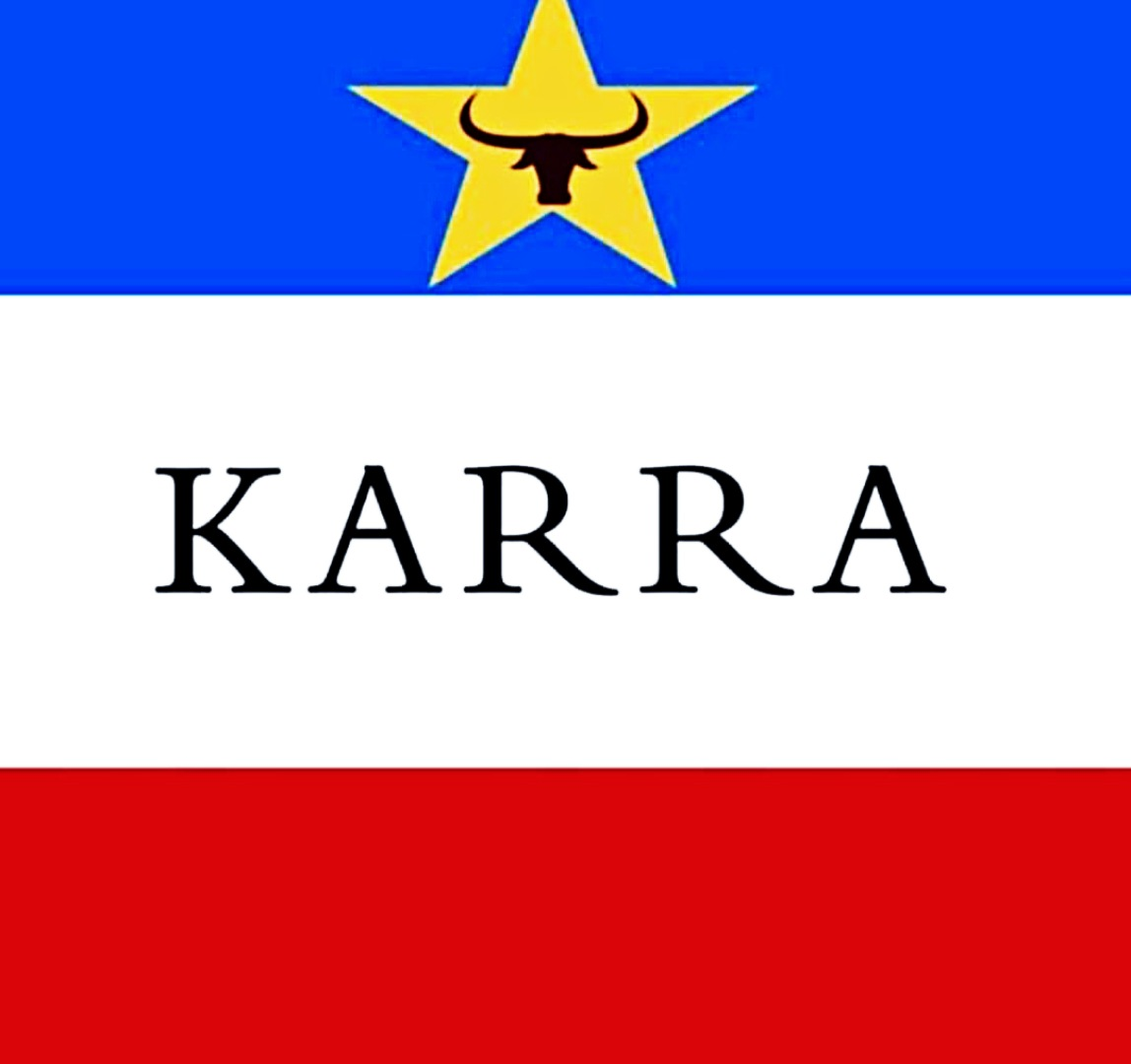
علم ثقافي لشعب الكــــريــدا

الكريدا، أو إكردان أو كرمنت او جرمنت وتسمى أيضًا كارّا، التسمية مشتقة من الكادّا والتي تُترجم على أنها " الشعب الشجاع "، يشكلون المجموعة العرقية الرئيسية في منطقة بحر الغزال في تشاد وينتمون إلى مجتمع التبو الكبير. لغتهم الدازاغا. ويقدر عددهم بأكثر من 155٬000 عام 1989 

## التاريخ
مجتمع بدوي مثل أي نوع آخر من التبو، بدأ السكان بالاستقرار منذ بداية الاستعمار الفرنسي في تشاد في نهاية القرن التاسع عشر، وخاصة في المدينة الرئيسية في المنطقة، موسورو. يتحدث المستكشفون الأوروبيون الأوائل عن كرم الضيافة والشجاعة التي يتمتع بها هؤلاء الأشخاص، الذين تلقوا تعليمًا دينيًا لعدة قرون، ويسكن أبناء عمومتهم من قبيلة التبو النيجر وأقصى شمال تشاد وجنوب ليبيا.
تمتلك قبيلة كريدا ثروة كبيرة من أبقار الدرباني والإبل والخيول، وهي الأفضل في منطقة الساحل بأكملها. ويمارسون سباق الخيل كنشاط رياضي.

## من الأشخاص البارزين في مجتمع كريدا
- علي سليمان دابي[الإنجليزية]، أستاذ وعالم رياضيات مشهور عالميًا. وهو منشئ صيغة دابيان (dabyenne) ويقوم بالتدريس في فرنسا والسنغال في جامعة جاستون بيرجر في سانت لويس.
- شريف محمد زين، دبلوماسي كبير وممثل دائم سابق لتشاد لدى الأمم المتحدة ووزير الشؤون الخارجية والتعاون الحالي.
- محمد عبد الله محمد، رئيس الحزب السياسي MPDT (حركة السلام والتنمية في تشاد) للانتخابات الرئاسية لعام 2006، حاصل على دكتوراه في العلوم السياسية، وكان وزيرًا لتشاد خمس مرات ومستشارًا لرئاسة الجمهورية